# Taiatari
Taiatari [tai.atari] (jap. 体当たり, dt. „Körperstoß“) ist im Kendō eine gezielte Kollisionsbewegung, die dazu dient das Kamae und damit auch die Verteidigung des Gegners zu brechen.
Bei korrekter Ausführung des Taiatari wird das Schwert vertikal gehalten und die Hände fest vor dem Körper, vor oder leicht über dem Nabel positioniert. Die Energie kommt primär aus der Vorwärtsbewegung der Füße und weniger dadurch, dass der Gegner mit den Armen weggestoßen wird. Wird während des Trainings ein Taiatari empfangen, sollte sich der Kendoka fest dagegenstemmen. Ein Zurückbewegen um den Aufprall zu mindern könnte gefährlich sein, abhängig vom Grund des Taiatari.